# Baltasar Calvo
Baltasar Calvo (c. 1768 - 3 de julio de 1808) fue un canónigo y rebelde español. Fue ejecutado por las autoridades españolas el 3 de julio de 1808 por organizar una masacre de civiles franceses y liderar un intento de insurrección en Valencia durante la ocupación francesa de España en las guerras napoleónicas.

## Biografía

### Situación previa a la masacre
El Royal Military Chronicle británico escribió sobre Calvo que «era ambicioso, audaz, sutil y sanguinario. Su persona se correspondía con su mente. Sus facciones, devastadas por la enfermedad, eran grandes, oscuras y feroces; y su cuerpo atlético y poderoso».
Nacido en Jérica, provincia de Castellón, Calvo era canónigo de la Colegiata de San Isidro, conocido por sus opiniones conservadoras y antiliberales. Calvo fue un destacado crítico de la Revolución francesa. Después de la invasión y conquista napoleónica de España en 1808, el general francés Joaquín Murat envió al clérigo a Valencia para sofocar el levantamiento contra el dominio francés. Sin embargo, tras llegar a Valencia el 1 de junio, Calvo reveló sus verdaderos objetivos: hacerse con el control de la ciudad y la provincia.
Una gran minoría francesa vivía en Valencia, en gran medida dominante en las industrias comerciales. Por su origen extranjero fueron vistos con recelo por otros valencianos, y se refugiaron en la ciudadela de la ciudad por temor a ser atacados. Calvo denunció a los valencianos franceses como una quinta columna que intentaba ayudar a Murat a tomar la ciudad. Sin embargo, la comunidad francesa se había asimilado en gran medida a la sociedad española y, según Royal Military Chronicle, «eran españoles en todos los aspectos menos en el nombre».

### Masacre
Una turba antifrancesa encabezada por Calvo irrumpió en la prisión de la ciudad y liberó a un gran número de presos. Al darse cuenta de que se avecinaba una matanza, Peter Carey Tupper, el cónsul británico en Valencia, solicitó y obtuvo la autorización de la Junta Suprema, la autoridad española que gobernaba la ciudad, para intentar impedirla. Fue a la ciudadela y ofreció trasladar a los franceses a un grupo de seis conventos, pero se negaron, ya que sintieron que su seguridad era lo suficientemente fuerte como para protegerlos.
El 5 de junio, la turba de alborotadores y presidiarios de Calvo asaltó la ciudadela al anochecer, cerca de la actual Plaza de la Puerta del Mar, dominando a los guardias. Todos los franceses fueron llevados a una habitación donde fueron obligados a recitar sus confesiones ante un grupo de monjes que habían sido escoltados a la fuerza por Calvo hasta la ciudadela. Las víctimas fueron sacadas de la habitación y luego tiradas al suelo por hombres armados con clavas y luego asesinadas a puñaladas por la multitud. Se estima que 170 personas murieron de esta manera, según el Royal Military Chronicle.
Al caer la noche, la Junta Suprema envió frailes de los conventos a la ciudadela para tratar de detener la matanza. El Royal Military Chronicle escribió sobre la escena en detalle:
Los asesinos desertaron de su obra de sangre y se arrodillaron. Los montones de víctimas[,] algunas todavía retorciéndose en su sangre y heridas; los asesinos arrodillados manchados  [sic] con sangre, la música solemne y la salmodia; los rostros horrorizados de los monjes, al contemplar el espantoso espectáculo que tenían ante ellos, y la oscuridad de la noche, y el efecto  [sic] de los cirios, presentó una escena a la vez horrible, espantosa y sublime.
Calvo ordenó a los clérigos que retrocedieran o los matarían a ellos también, y los monjes se retiraron. La matanza continuó hasta que la multitud estaba demasiado exhausta para matar más.
Cuando Calvo y sus hombres se despertaron a la mañana siguiente, Calvo les mostró a sus seguidores una carta inventada, supuestamente escrita por un francés, que confesaba un complot para apoderarse de la ciudad. La turba se convenció y decidió que acabarían con el resto de la población francesa de la ciudad. Después de matar a 150 civiles franceses atrapados escondidos dentro de la ciudadela, los alborotadores salieron a las calles llamando a las puertas, obligando a cualquiera que pensaran que era francés a confesar sus pecados y luego matándolos. Un grupo de alborotadores entró en la sede de la Junta Suprema con cinco franceses como rehenes. Los secuestradores exigieron a la Junta que diera a los alborotadores la orden de ejecutar a los rehenes, con la intención de que si la Junta lo hiciera se legitimaría la masacre, y si se negaba la población valenciana vería con desconfianza a sus líderes por negarse a matar al enemigo. El Conde de Cervelló respondió que «Habéis matado a muchos franceses sin orden, y ya no puede ser necesario ninguno». Los alborotadores reaccionaron asesinando a sus rehenes y dejando sus cuerpos en las puertas. Uno de los alborotadores atacó a Peter Carey Tupper pensando que era francés, pero fue detenido por otro alborotador que se dio cuenta de que el cónsul era de Gran Bretaña.
La Junta Suprema reconoció que Calvo pretendía dar un golpe de Estado en su contra. Calvo ya había anunciado su intención de desmantelar la Junta así como tomar el control de Valencia y, según los informes, planeaba matar al arzobispo. Un fraile franciscano miembro de la Junta, el padre Rico, propuso invitar a Calvo a negociar, oferta que aceptó. Sin embargo, al final de la reunión, el padre Rico se levantó y denunció a Calvo como traidor. Fue detenido y enviado a Mallorca para que no pudiera ser liberado por sus seguidores valencianos.
La masacre duró del 5 al 6 de junio y Calvo fue capturado el 7 de junio. En total unos cuatrocientos hombres, mujeres y niños franceses fueron masacrados por Calvo y sus seguidores. Excavaciones en 1996 encontraron los cadáveres de 173 personas en la calle Santa Rita; la forma en que fueron encontrados indica que los habían desnudado y, en algunos casos, les habían atado las manos y los pies antes de matarlos, y muchos mostraban signos de decapitación y heridas punzantes. Los cuerpos aún no han sido fechados a partir de 2011.

### Encarcelamiento y ejecución
Baltasar Calvo estuvo preso en Palma de Mallorca. El 3 de julio de 1808 fue declarado culpable por los tribunales de homicidio y alta traición contra el Estado español. Fue ejecutado con garrote vil en el interior del Centro Penitenciario de Valencia a las 12:00 horas. Al día siguiente su cadáver fue dejado en la Plaza de Santo Domingo, frente a la ciudadela con la inscripción Por traidor a la patria y mandante vil de asesinos. Tenía unos cuarenta años.
Cientos de alborotadores que habían tomado parte en su insurrección también fueron ejecutados, y al hombre que intentó matar a Tupper, según se informa, le clavaron la mano en una pared. Peter Carey Tupper recibió el título de «Barón Socorro» por ocultar a los civiles franceses de los seguidores de Calvo e intentar detener la masacre.

## Legado
Calvo ha sido denunciado como un «Robespierre valenciano».
La historia de Baltasar Calvo y la masacre de los residentes franceses de Valencia se ha pasado por alto, según algunos escritores, a favor de narraciones que retratan la causa española bajo una luz menos culpable. El historiador español Jesús Maroto de las Heras señaló que la primera batalla de Valencia de 1808, en la que las fuerzas españolas derrotaron al general francés Moncey, rara vez se menciona en el contexto de la masacre de cientos de franceses desarmados unas semanas antes. Según Las Provincias, «si todavía conmueven las descripciones que Vicente Boix y Teodoro Llorente dejaron sobre la ferviente exaltación popular de los valencianos inflamados por el patriotismo de Vicent Domenech en el Mercado, el escalofriante relato que ambos historiadores valencianos hicieron de aquella masacre de Las familias francesas también son vergonzosas y abrumadoras».